# الشعب يريد إسقاط النظام

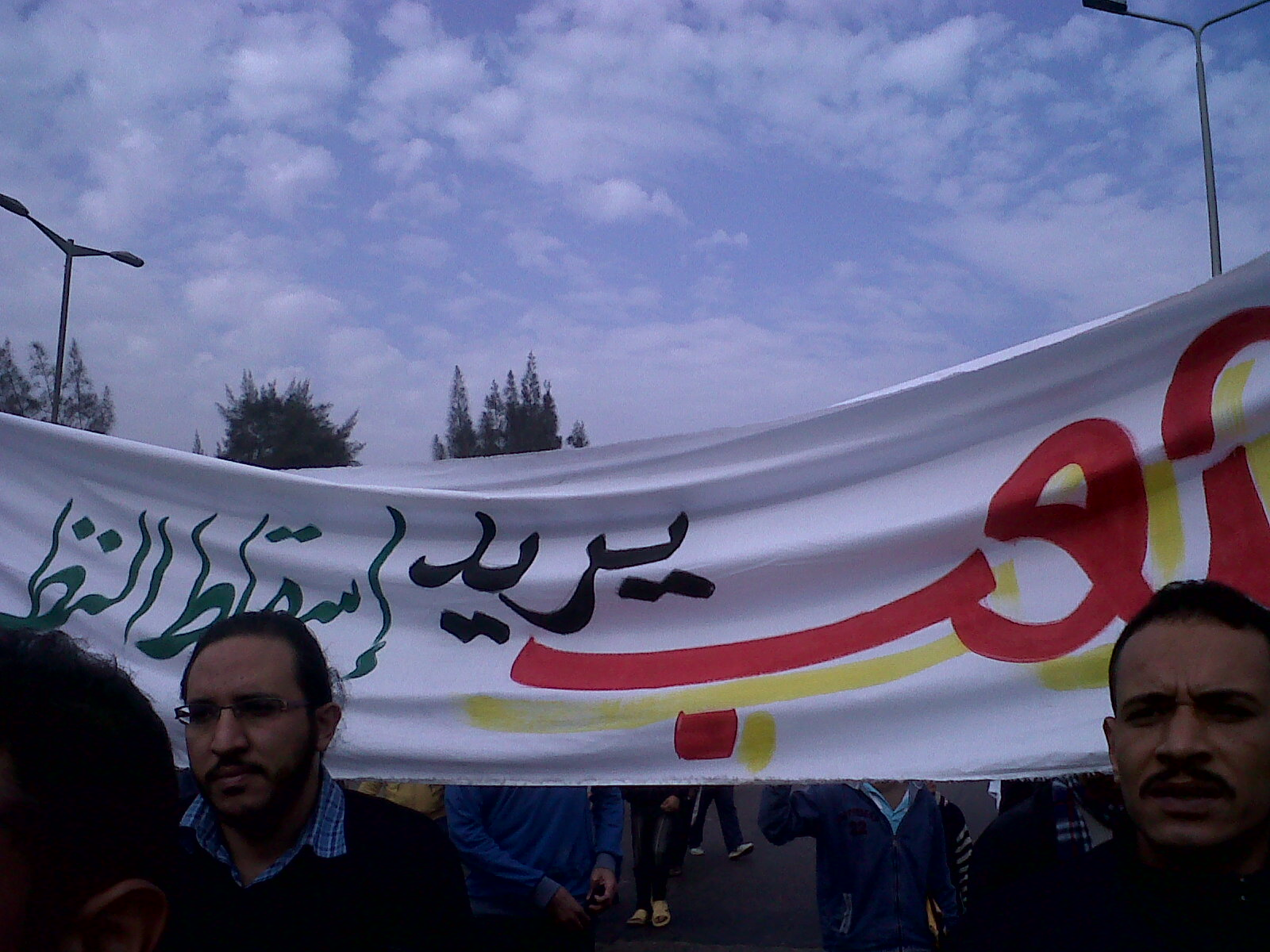
شعار الشعب يريد إسقاط النظام يرفع في إمبابة خلال الثورة المصرية.

الشعب يريد إسقاط النظام شعار رفعه المتظاهرون العرب أثناء موجة ثورات الربيع العربي التي انطلقت ضد أنظمة الحكم القمعية في الوطن العربي وأصبح الشعار الرئيسي المرفوع في معظم الثورات و‌الاحتجاجات العربية.
استخدم الشعار لأول مرة في تونس مع اشتداد الثورة ضد نظام زين العابدين بن علي، حيث ردده المتظاهرون لأسابيع في شارع الحبيب بورقيبة في العاصمة التونسية. وانتشر لاحقا ليشمل الثورة المصرية التي أطاحت بحكم حسني مبارك، وأصبح أيقونة ملازمة للاحتجاجات العربية وشعار دائم لها، وصار يعبر عن وحدة الهم والمشاعر في الوطن العربي. كما استخدم هذا الشعار لأول مرة في ليبيا بمدينة البيضاء وكان لها دور كبير في بداية الثورة الليبية.
كما كان أكبر أثر لهذا الشعار في سوريا، حيث قامت مجموعة من الفتية بِرش هذا الشعار على الجدران في مدينة درعا في 15 آذار 2011 مما أدّى إلى اعتقالهم، وإشعال موجة احتجاجات في سوريا.
ويختلف مضمون الشعار من بلد عربي لآخر بحسب طبيعة الأنظمة ومدى اقترابها أو ابتعادها عن الناس، حيث رفع الشعار في بعض الأنظمة الملكية (الأردن البحرين،المغرب) إلى جانب شعارات من قبيل الشعب يريد إسقاط رموز الفساد أو الشعب يريد إسقاط الاستبداد دون الإشارة إلى شخص السلطان أو الملك تجنبا للسجن أو المساؤلة القانونية أما في اليمن قام المحتجون بتأليف أناشيد وأغانٍ تتضمن هذا الشعار.[بحاجة لمصدر]
وظهر الشعار مرة أخرى في 20 سبتمبر 2019 في ميدان التحرير خلال مظاهرة مطالبة برحيل الرئيس المصري عبد الفتاح السيسي.

## اشتقاقات من الشعار
في بعض الأقطار العربية الأخرى، اعتمدت نسخ مخففة من الشعار مثل:
1. «الشعب يريد إصلاح النظام» في الأردن.
2. «الشعب يريد المصالحة» و«الشعب يريد إنهاء الانقسام» في فلسطين.
3. «الشعب يريد إنهاء الفساد» و«الشعب يريد إنهاء الاستبداد» في المغرب.
4. «الشعب يريد إصلاح الدستور» في مصر. (بعد سقوط النظام)
5. «الشعب يريد الثورة من جديد» في تونس في بعض الاعتصامات بعد سقوط النظام وخلال وقفة احتجاجية في قمرت في ولاية تونس خلال انعقاد مؤتمر أصدقاء سوريا في 24 فبراير 2012[12] وفي سيدي بوزيد في 17 ديسمبر 2012 بمناسبة الذكرى الثانية لاندلاع الثورة التونسية.[13]
6. «الشعب يريد إكمال ثورته» في دمياط (خلال جمعة الغضب الثانية).[14]
7. «الشعب يريد إسقاط النظام الطائفي» في لبنان.
8. «الشعب يريد تفسير الخطاب» في ليبيا.
9. «الشعب يريد إسقاط الحكومة» في اعتصام القصبة 1 و 2 للمطالبة بإسقاط حكومة محمد الغنوشي الانتقالية (بعد سقوط النظام)، وفي سيدي بوزيد في الذكرى الثانية لاندلاع الثورة التونسية.[13]
10. «الشعب يريد إسقاط الرئيس» خلال الثورة المصرية و‌الاحتجاجات اليمنية 2011
11. «الشعب يريد تعديل الدستور» خلال الاحتجاجات المغربية 2011.
12. «الشعب يريد إنهاء الاحتلال» في ذكرى النكبة في الأراضي الفلسطينية.
13. «الشعب يريد إعدام الرئيس» في الاحتجاجات السورية
14. «الشعب يريد إعدامك بشار» في الاحتجاجات السورية
15. «الشعب يريد تسليح الجيش الحر» في الاحتجاجات السورية
16. «الشعب يريد إسقاط آل سعود» في القطيف.
17. «الشعب يريد مجلس انتقالي» في اليمن.
18. «الشعب يريد معمر العقيد»[15]
19. و«الشعب يريد إسقاط المشير» في يوليو 2011[16] وفي كنيسة قبطية في مصر عقب أحداث ماسبيرو.
20. «الشعب يريد خليفة بن سلمان» في البحرين أثناء تجمع الفاتح.
21. «الشعب يريد تطبيق القانون» في البحرين أثناء تجمعات صحوة الفاتح.
22. «الشعب يريد تقرير المصير» في البحرين أثناء فعالية تقرير المصير.
23. «الشعب يريد تحرير فلسطين» في تونس.
24. «المرأة تريد خلافة إسلامية» أثناء مؤتمر الخلافة لأحزاب التحرير.
25. «الشعب يريد تطبيق الشريعة» في مظاهرة أمام المجلس الوطني التأسيسي التونسي في 16 مارس 2012.[17]
26. «الشعب يريد الخلافة من جديد» في مظاهرة أمام المجلس الوطني التأسيسي التونسي في 16 مارس 2012.
27. «الشعب يريد دولة مدنية» في مسيرات الذكرى ال 56 لاستقلال تونس في 20 مارس 2012.
28. «الشعب يريد تحكيم شرع الله» في شارع الحبيب بورقيبة بتونس العاصمة في 25 مارس 2012 وأثناء محاضرات الداعية الإسلامي محمد حسان في قبة المنزه في 30 أبريل 2013 وفي ملعب باجة في 1 مايو 2013 وفي شاطئ الحمامات في 2 مايو 2013.[18]
29. «الشعب يريد تطهير الاتحاد» في قفصة لرابطة حماية الثورة ضد الاتحاد العام التونسي للشغل وإضراباته في ديسمبر 2012.
30. «الشعب يريد قضاء مستقل» أثناء الاستماع للمدونة ألفة الرياحي في 15 يناير 2013 في تونس.[19]
31. «الشعب يريد شكون (مَن) قتل بلعيد» في مسيرة في شارع الحبيب بورقيبة في تونس العاصمة في 23 فبراير 2013[20] وكذلك في وقفات احتجاجية لأتباع الجبهة الشعبية أمام وزارة الداخلية التونسية بشارع الحبيب بورقيبة بتونس العاصمة[21] وفي جندوبة و‌صفاقس في 27 فبراير 2013.[22] وكذلك أثناء وقفة احتجاجية لأنصار الجبهة الشعبية أمام وزارة الداخلية التونسية في 6 مارس 2013 بمناسبة مرور شهر على اغتيال الزعيم اليساري التونسي شكري بلعيد في 6 فبراير.[23]
32. «الشعب يريد إكرام الشهيد» في إحدى المظاهرات في شارع الحبيب بورقيبة في تونس العاصمة في 9 أبريل 2013.
33. «الشعب يريد صحافة مستقلة» في مسيرة للصحفيين التونسسين في تونس العاصمة في 3 مايو 2013 بمناسبة اليوم العالمي لحرية الصحافة.[24]
34. «الشعب يريد حل البرلمان» و«الشعب يريد حلان البرلمان» في تجمع لمناصري الرئيس قيس سعيد خلال تواجده بشارع الحبيب بورقيبة في 2 فبراير 2021.[25]
35. «الشعب يريد النظام الرئاسي» خلال تجمع لأنصار الرئيس التونسي قيس سعيد أمام مبنى المسرح البلدي في شارع الحبيب بورقيبة في تونس العاصمة يوم 8 مايو 2022. صدح المناصرون بهذا الشعار.
36. «الشعب يريد تجريم التطبيع» خلال مظاهرة مساندة لفلسطين في تونس العاصمة في 12 أكتوبر 2023 خلال الحرب الفلسطينية الإسرائيلية 2023.[26]
37. «الشعب يريد طرد السفير» خلال مظاهرة مساندة لفلسطين أمام السفارة الفرنسية في تونس في 19 أكتوبر 2023 خلال الحرب الفلسطينية الإسرائيلية 2023.[27]

### الشعار في مجالات أخرى
ونتيجة للشعبية الجارفة والتأثير القوي للشعار، فقد خرجت بعض الاشتقاقات الأخرى له التي ليست مرتبطة بالسياسة أصلاً، منها على سبيل المثال لا الحصر «العربي تريد إصلاح العلوم»، وهو شعار أطلقته مجلة العربي الكويتية بعد إصدارها العدد الأول من مجلة العربي العلمي.
وأيضًا في الأغاني أطلقت أغنية بعنوان الشعب يريد الحق في الحياة كتب كلماتها الشاعر المصري «وائل السمري» ولحّنها الموسيقار العربي نصير شمة، وتقول كلماتها: «الشعب يريد الحق في الحياة/ الشعب يريد وشاء الإله/ الشعب يريد العدالة وطناً/ وصوت الشعوب طريق النجاة».
وأيضًا تم إطلاق أغنية الشعب يريد إنهاء الاستسلام من كلمات وألحان وأداء فريق الوعد للفن الإسلامي.
وأيضًا كان شعار قناة التحرير الفضائية هو الشعب يريد تحرير العقول. كما تم إنتاج الشعب يريد هو برنامج تلفزيوني حواري أذاعه طوني خليفة في قناة القاهرة والناس في رمضان 1432 هـ/أغسطس 2011 م. وأيضا •••الشعب يريد••• : برنامج إذاعي في شمس أف أم التونسية، ويتمثل البرنامج في بث طلبات من المستمعين تبدأ كلها بكلمة الشعب يريد.